# 小草沙蚕
小草沙蚕（学名：Tripogon nanus）为禾本科草沙蚕属下的一个种。其种加词“nanus”意为“矮小的”。
现接受名为线形草沙蚕（Tripogon filiformis Nees ex Steud., 1854）。